# سلانی
سلانی (چکی: Slaný؛ تلفظ چکی: [ˈslani:]) یک منطقهٔ مسکونی در جمهوری چک است که در استان بوهم مرکزی و شهرستان کلادنو واقع شده‌است.
سلانی ۱۶٬۹۳۷ نفر جمعیت دارد.

## خواهرخوانده
شهر پگنیتس (شهر) خواهرخواندهٔ سلانی هست.